# Neolitsea andamanica
Neolitsea andamanica är en lagerväxtart som beskrevs av André Joseph Guillaume Henri Kostermans. Neolitsea andamanica ingår i släktet Neolitsea och familjen lagerväxter. Inga underarter finns listade i Catalogue of Life.